# Joseph Pellerin
Joseph Pellerin, seigneur de  Plainville, né le 28 avril 1684 à Marly près de Versailles et mort le 30 août 1783 dans son château de Plainville, est un Intendant-général des Armées navales françaises, premier commis de la Marine et numismate célèbre.

## Biographie
Il fit ses études à Paris. Au sortir du lycée, il apprit l’hébreu, le syriaque et l’arabe sous Pinsonnat, Henrion et Pétis de la Croix, tous habiles professeurs au Collège royal. Indépendamment de ces langues savantes, qui, avec le grec et le latin, avaient fait la base de ses premières études, Pellerin avait aussi appris l’italien, l’anglais et l’espagnol. Ce fut même principalement à la connaissance de ces trois langues modernes qu’il dut son entrée en 1706 dans les bureaux de la Marine, où il fut aussitôt employé à faire les traductions et les extraits de toute la correspondance du ministère dans ces trois langues. Ayant réussi en 1709 à lire sans aucun clef, plusieurs lettres chiffrées, saisies à bord d'une frégate espagnole et concernant l'archiduc d'Autriche, il gagna, par cet effort de pénétration, les bonnes grâces de Pontchartrain, qui le choisit pour secrétaire de son cabinet.
Il jouit de la même faveur auprès des ministres qui lui succèdent : le comte de Toulouse le nomme commissaire de la Marine (1718), et Maurepas, commissaire général, puis premier commis.
Ayant obtenu sa retraite en 1745, il consacre le reste de sa vie à l'étude de l'antiquité. Le cabinet qu'il avait formé, le plus riche et le plus précieux qui ait jamais appartenu à un particulier, contenait 33 500 médailles. En 1776 Louis XVI en fait l'acquisition au prix de 300 000 fr.

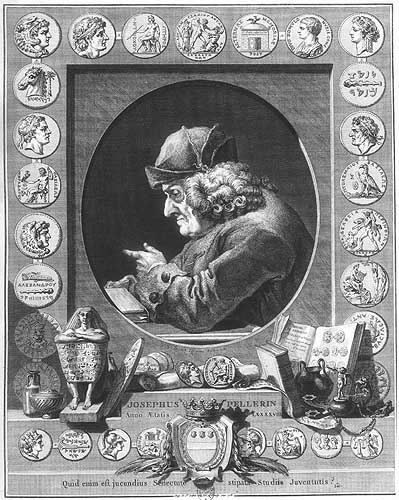
Entouré de quelques-unes de ses pièces.

Pellerin fait faire de grands progrès à la numismatique : il l'éclaire singulièrement par l'intéressant recueil qu'il publie sous divers titres (Paris, 1762-1778, 10 vol. in-4º. pl), et qui forme le catalogue raisonné de sa propre collection. Il adopte une méthode aussi simple que logique, et montre dans ses explications une grande finesse d'observation et une perspicacité rare. On peut dire qu'il fraye la route au célèbre Eckhel. Quelques erreurs qui lui avaient échappé ont été relevées par Khell, Barthélemy, Swinton et l'abbé Leblond.
Devenu progressivement aveugle les quarante dernières années de sa vie, il avait écrit son œuvre colossale numismatique sur un ruban mince de papier qu'il déroule d'une bobine tout en identifiant les pièces qu'il traitait par la touche seul. Le portrait à droite en bas sur cette page provient de l'un des volumes de son recueil.
Pellerin épouse, en 1714, Marianne Delalande, nièce du célèbre compositeur de Versailles Michel-Richard Delalande ; son fils Joseph reçut du roi des lettres de noblesse en 1740, et sa fille Marianne est la femme, en 1737 d'Arnaud de La Porte (ou Delaporte, de Laporte) qui hérite de son beau-père ses charges dans l'administration de la Marine, et qui, avec son frère Jean-Baptiste de Laporte-Lalanne, ont une grande influence sur le développement des colonies françaises, notamment du Québec et de Saint-Domingue, dont Jean-Baptiste est commissaire et des Isles-sous-le-Vent d'où il est Intendant. La fille cadette de Joseph Pellerin, Suzanne, née en 1724, qui est le sujet d'un portrait de Nattier, épouse Jean Louis Albert de Ranché, commissaire de la Marine et Intendant de la Martinique de 1744 à 1754.
Le petit-fils de Pellerin, Arnaud de Laporte, devient, à son tour (brièvement), ministre de la Marine en 1789, puis Intendant de la Liste Civile en 1790. Courtisan de Louis XVI, il tente, en vain, de modérer la Révolution. Il est la seconde victime de la guillotine. Sa tête est portée comme cadeau d'anniversaire macabre au roi, emprisonné dans le Temple, le 23 août 1792. Son sacrifice vaut à sa famille lors de la Restauration un titre de baron, porté encore.

## Sources et bibliographie
- Chaudon et Delandine, Dictionnaire biographique universel.